# 福岡女学院大学短期大学部
福岡女学院大学短期大学部（ふくおかじょがくいんだいがくたんきだいがくぶ、英語: Fukuoka Jo Gakuin Junior College）は、福岡県福岡市南区に本部を置く私立短期大学。1885年に英和女学校として創立され、1964年に福岡女学院短期大学として開校した。

## 概観

### 大学全体
- 福岡県福岡市南区に所在する日本の私立短期大学で、設置主体は学校法人学校法人福岡女学院[1]。
- 1964年に福岡女学院短期大学として2学科体制[注 1]、入学総定員160名で開学。1985年度入学生より、最多の3学科体制となるも、1999年度入学生より1学科体制に短縮された。

### 建学の精神（校訓・理念・学是）
- 福岡女学院大学短期大学部における建学の精神は「神を畏れ奉仕に生きる、良き社会人としての女性の育成」となっている。

### 教育および研究
- 福岡女学院大学短期大学部は現在、英語科のみをおいている。英語に関する専門科目ほか「エアライン講座」や「秘書検定講座」などビジネス系の科目もある。一般教育科目では「聖書概説」がある。ほか、アメリカ・イギリス・オーストラリアなどでの短期海外語学研修も行われている。

### 学風および特色
- 福岡女学院大学短期大学部は、キリスト教思想をベースとした教育が行われていることから、クリスマス礼拝など宗教的行事も行われている。
- 朗読コンテスト・英語伸張度測定試験・クラス編成試験が行われている。
- 「グレープカップコンテスト」と称した英語暗誦コンテストを主催している。

## 沿革
- 1885年 英和女学校が創設される。
- 1951年
  - 3月9日 左記を以て母体である福岡女学院が学校法人となる[4]。
- 1964年
  - 1月25日 左記を以て文部省[注 2]より短期大学の設置が認可される[注 3]。
  - 4月1日 福岡女学院短期大学として以下の学科体制にて開学[7]。
    - 英語科 80名
    - 家政科 80名

  - 5月1日 学生数[8]/定員[9]
    - 英語科 85/80
    - 家政科 105/80
- 1965年
  - 5月1日 学生数[10]/定員
    - 英語科 218/M
    - 家政科 242/M
- 1970年
  - 4月1日 学科の入学定員を以下の通り変更する[注 4]
    - 英語科 80→150[13]
    - 家政科 80→135[13]

  - 5月1日 学生数[14]/定員
    - 英語科 410/230
    - 家政科 360/215
- 1971年
  - 5月1日 学生数[15]/定員
    - 英語科 415/300
    - 家政科 375/270
- 1975年
  - 4月1日 学科の入学定員を以下の通り変更する[注 5]
    - 英語科 150→300
    - 家政科 135→180

  - 5月1日 学生数[19]/定員
    - 英語科 574/450
    - 家政科 423/315
- 1976年
  - 5月1日 学生数[20]/定員
    - 英語科 645/600
    - 家政科 402/360
- 1985年
  - 4月1日 以下の学科を増設する[注釈 1]。
    - 国文科 入学定員80名

  - 同 学科の入学定員を以下の通り変更する[注釈 1]。
    - 英語科 300[24]→250[25]
    - 家政科 180[24]→150[25]

  - 5月1日 学生数[26]/定員
    - 英語科 686/550
    - 家政科 406/330
    - 国文科 104/80
- 1986年
  - 4月1日 以下の学科を臨時増員する[注 6]。
    - 英語科 250→350
    - 家政科 150→200
    - 国文科 80→100

  - 5月1日 学生数[29]/定員
    - 英語科 632/600
    - 家政科 383/350
    - 国文科 219/180
- 1993年
  - 4月1日 学科名を以下の通り変更する[30]。
    - 家政科→生活学科

  - 5月1日 学生数[31]/定員[32]
    - 英語科 891/700
    - 生活学科 462[注釈 2]/400[注釈 3]
    - 国文科 336/200
- 1994年
  - 5月1日 学生数/定員
    - 英語科 891[注釈 4]/700
    - 家政科 891/400[注釈 4]
    - 国文科 302[33]/200
- 1996年
  - 4月1日 学科の入学定員を以下の通り変更する[34]。
    - 英語科 350→250
    - 生活学科 200→150
    - 国文科 100→80

  - 5月1日 学生数/定員
    - 英語科 776[注釈 5]/600
    - 生活学科 776[注釈 5]/350
    - 国文科 776[注釈 5]/180
- 1997年
  - 5月1日 学生数/定員
    - 英語科 725[注釈 6]/500
    - 生活学科 725[注釈 6]/300
    - 国文科 725[注釈 6]/160
- 1998年
  - 4月1日 この年度をもって国文科、生活学科の学生募集を終了とする[注釈 7]
  - 5月1日 学生数/定員
    - 英語科 698[注釈 8]/500
    - 生活学科 698[注釈 8]/300
    - 国文科 698[注釈 8]/160
- 1999年
  - 4月1日 学科の入学定員を以下の通り変更する[37]。
  - 同 英語科の入学定員を250→200に減員[37]。
  - 5月1日 学生数[40]/定員
    - 英語科 617/450
    - 生活学科 206/150
    - 国文科 108/80
- 2001年
  - 12月20日 生活学科、国語科、左記を以て正式に廃止される[41]。
- 2023年12月20日 - 2025年度以降の募集停止が発表された[42][43]。

## 基礎データ

### 所在地
- 福岡市南区曰佐3-42-1

### 交通アクセス
- 西鉄天神大牟田線井尻駅またはJR鹿児島本線南福岡駅よりバスの便がある。

### 象徴
- 福岡女学院大学短期大学部のカレッジマークは葡萄の房をイメージしており、これはヨハネによる福音書の聖書にある言葉に由来したデザインとなっている[44]。

## 教育および研究

### 組織

#### 学科
- 英語科

##### 過去にあった学科[注 8]
- 生活学科 入学定員150名
- 国文科 入学定員80名

#### 専攻科
- なし

#### 別科
- なし

##### 取得資格について
- かつて中学校教諭二種免許状の課程が設置されていた[46]。
  - 家庭：家政科
  - 国語：国文科
  - 英語：英語科

### 研究
- 前田淑『九州万葉の旅』[47]
- 『福岡女学院短期大学紀要 一般教育・家政学』[48]
- 『福岡女学院短期大学紀要』[49]
- 『福岡女学院短期大学紀要. 人文科学』[50]
- 『福岡女学院大学短期大学部紀要. 一般教育・英語英文学』[51]ほか。

## 学生生活

### 部活動・クラブ活動・サークル活動
- 福岡女学院大学短期大学部のクラブ活動は現在、大学とほぼ合同で実施されている。

### 学園祭
- 福岡女学院大学短期大学部の学園祭は「葡萄祭」と呼ばれ毎年、おおむね10月に行われている。

## 大学関係者と組織

### 大学関係者一覧

#### 大学関係者
- 平岩馨邦 - 初代学長
- 阿久戸光晴 - 現学長

#### 出身者
- 岡部まり - 政治家、タレント
- 花奈 - アーティスト
- 板谷由夏 - ファッションモデル

## 施設

### キャンパス
- 短期大学部独自のキャンパスはなく、すべて大学と共同使用されている。

## 対外関係

### 他大学との協定

#### アメリカ
- ウィスコンシン州立大学
- セントラルワシントン大学

#### オーストラリア
- ケンブリッジインターナショナル大学

### 系列校
- 福岡女学院大学
- 福岡女学院看護大学

## 社会との関わり
- 公開講座がある。

## 卒業後の進路について

### 編入学・進学実績
- これまでの実績では、系列の福岡女学院大学ほか恵泉女学園大学・京都橘大学・桃山学院大学・関西学院大学・聖和大学・九州産業大学・久留米大学・活水女子大学・長崎外国語大学・立命館アジア太平洋大学などがある[52]。